# Natasha Alam
Natalia Anatolievna Shimanchuk (en ruso: Наталья Анатольевна Шиманчук; Taskent - 10 de marzo de 1983), más conocida como Natasha Alam, es una actriz y modelo uzbeka.
En 1996 Natasha conoció a Amir Ebrahim Pahlavi Alam, nieto del último Shah de Irán, Mohammad Reza Pahlevi. La pareja se casó en Nueva York en 1998 y se divorciaron en el 2005.
Ha participado en series de televisión como CSI, NYPD Blue, Fastlane, Nip/Tuck, The Unit y Entourage. También ha actuado en el papel recurrente de 'Ava', una modelo, en The Bold and the Beautiful desde el 2004 hasta el 2007. Actuó en la película de horror del 2007, Shadow Puppets y en la comedia del 2008, The Women.  
En 2010, aparece en la tercera temporada de True Blood como Yvetta, una bailarina exótica en Fangtasia.
En la carrera como modelo de Alam, hay apariciones para Maxim, Playboy y en noviembre de 2010 salió en interviú.